# Internationale Konferenz sozialistischer Frauen gegen den Krieg
Die Internationale Konferenz sozialistischer Frauen gegen den Krieg war eine Konferenz der sozialistischen Frauenbewegung in Bern vom 26. bis 28. März 1915. Sie richtete sich gegen den Ersten Weltkrieg.
Ende des 19. Jahrhunderts entstand in Europa als Teil der Arbeiterbewegung auch eine proletarische Frauenbewegung, die mehrere internationale Konferenzen wie z. B. 1910 in Kopenhagen ausrichtete. Die Konferenzen beschäftigten sich mit Frauenrechten im Allgemeinen, insbesondere aber mit der Diskriminierung arbeitender Frauen. Sie nahmen jedoch stets auch zu anderen weltpolitischen Themen Stellung.
Eigentlich hätte bereits 1914 im Anschluss an den geplanten Internationalen Sozialistenkongress in Wien eine dritte Frauenkonferenz stattfinden sollen. Beide Veranstaltungen fanden aber wegen des Ausbruchs des Ersten Weltkrieges nicht statt. Stattdessen bereitete Clara Zetkin für März 1915 eine Frauenkonferenz in Bern vor.
Das Treffen wurde zur ersten nennenswerten Friedenskundgebung, an der sich Teilnehmerinnen sowohl der Mittelmächte wie der Entente beteiligten. Der Einladung folgten Teilnehmerinnen aus Deutschland, England, Frankreich, Russland, Polen, Holland, Italien und der Schweiz. Insgesamt waren 25 Delegierte anwesend. Allerdings waren weder die deutschen noch die französischen Frauen offizielle Delegierte ihrer Parteien. Beide Parteien unterstützten zu dieser Zeit noch eindeutig die Regierungen ihrer Länder.
Damit war die Spaltung der sozialistischen Parteien auch auf der internationalen Ebene deutlich geworden. Es machten sich während der Konferenz auch erste Spannungen zwischen Anhängern der bolschewistischen Linie vornehmlich aus Russen und Polen und den Teilnehmerinnen aus anderen Ländern bemerkbar. Ein Manifest „An die Genossinnen aller Länder“ wurde verabschiedet und verbreitet. Darin wandte sich die Konferenz gegen die Losung vom nationalen Verteidigungskrieg und fordert die sofortige Beendigung des Krieges.

## Teilnehmerinnen
- Lore Agnes
- Käte Duncker
- Margarete Wengels
- Clara Zetkin